# Adelina Zagidullina
Adelina Zagidullina (en russe : Аделина Загидуллина), née le 13 janvier 1993 à Oufa, est une escrimeuse russe. Elle manie le fleuret.

## Carrière
D'ethnie bachkire, Zagidullina atteint la troisième place du classement mondial junior fin 2013 et accède à la catégorie senior la saison suivante (2013-2014). Elle connaît ses premiers succès internationaux très tôt, en prenant la troisième place du Grand Prix de Turin en 2014 et 2015. Lors des Jeux européens à Bakou, elle remporte la médaille de bronze en individuel et le titre par équipes. Jusqu'en 2016, la concurrence la maintient à l'écart d'une possible sélection en équipe nationale, année durant laquelle elle est intégrée à l'équipe qui dispute les Championnats du monde à Rio de Janeiro. L'équipe russe bat ses grandes rivales italiennes en finale (45-39).

## Palmarès
- Championnats du monde
  -  Médaille d'or par équipes aux championnats du monde 2016 à Rio de Janeiro

- Championnats d'Europe
  -  Médaille d'or par équipes aux championnats d'Europe 2016 à Toruń

## Classement en fin de saison
| Année | 2011 | 2012 | 2013 | 2014 | 2015 | 2016 | 2017 | 2018 |
| ----- | ---- | ---- | ---- | ---- | ---- | ---- | ---- | ---- |
| Rang  | 317  | 108  | 87   | 53   | 23   | 19   | 16   | 33   |